# 대한민국의 재외동포청장
재외동포청장(在外同胞廳長)은 재외동포청을 대표하는 직위로, 차관급 정무직공무원으로 보한다.

## 임명
- 재외동포청장은 대통령이 임명한다.

## 역할
- 각 행정기관의 장은 소관사무를 통할하고 소속공무원을 지휘·감독한다.
- 재외동포청장은 재외동포정책의 수립ㆍ시행, 재외동포 및 재외동포단체에 대한 지원, 재외동포 지원 서비스 정책의 이행에 관한 사무를 관장한다.

## 역대 기관장

### 재외동포청장
| 정부        | 대수 | 이름           | 임기                           | 비고 |
| ----------- | ---- | -------------- | ------------------------------ | ---- |
| 윤석열 정부 | 초대 | 이기철(李基哲) | 2023년 6월 5일~2024년 7월 30일 |      |
| 윤석열 정부 | 2대  | 이상덕(李相德) | 2024년 7월 31일~               |      |

## 같이 보기
- 재외동포청
- 재외동포청 차장